# Prix littéraires du Gouverneur général 1965
Liste des Prix littéraires du Gouverneur général pour 1965, chacun suivi du gagnant.

## Français
- Prix du Gouverneur général : romans et nouvelles de langue française : Gérard Bessette, L'Incubation.
- Prix du Gouverneur général : poésie ou théâtre de langue française : Gilles Vigneault, Quand les bateaux s'en vont.
- Prix du Gouverneur général : études et essais de langue française : Georges-André Vachon, Le Temps et l'espace dans l'œuvre de Paul Claudel.

## Anglais
- Prix du Gouverneur général : poésie ou théâtre de langue anglaise : Al Purdy, The Cariboo Horses.
- Prix du Gouverneur général : études et essais de langue anglaise : James Eayrs, In Defence of Canada.